# Willie Rennie

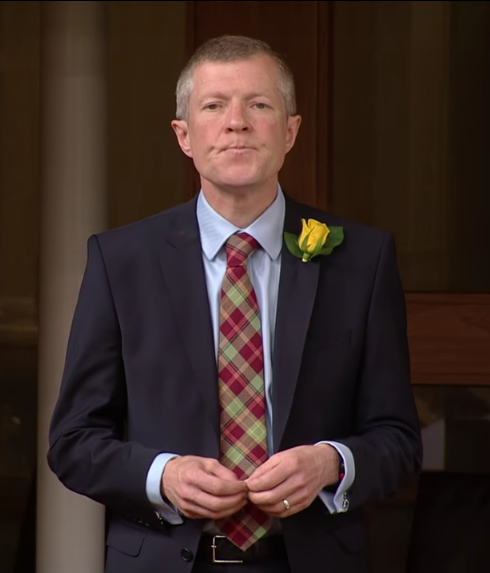
Willie Rennie

Willie Rennie (* 27. September 1967) ist ein schottischer Politiker und Mitglied der Liberal Democrats.

## Leben
Rennie wuchs auf in Strathmiglo und besuchte die Bell Baxter High School in Cupar. Anschließend ging er an das Paisley College und schloss als Bachelor der Biologie ab. Ein Jahr später erhielt er ein wirtschaftswissenschaftliches Diplom vom Glasgow College. Er wohnt mit seiner Frau und seinen beiden Söhnen in Kelty.

## Politischer Werdegang
Zusammen mit dem Vorsitzenden der Schottischen Liberaldemokraten, Jim Wallace, war Rennie für den Wahlkampf der Partei zu den ersten Schottischen Parlamentswahlen im Jahre 1999 verantwortlich. Nachdem die Labour-Abgeordnete Rachel Squire, die den Wahlkreis Dunfermline and West Fife seit den Wahlen 2005 im Britischen Unterhaus vertrat, verstarb, wurden zu Beginn des Jahres 2006 im betreffenden Wahlkreis Neuwahlen durchgeführt. Zu diesen trat Rennie als Kandidat der Liberal Democrats an und erhielt überraschend das Mandat des Wahlkreises und zog in das Britische Unterhaus ein. Bei den folgenden Unterhauswahlen 2010 konnte Rennie sein Mandat nicht gegen Thomas Docherty von der Labour Party verteidigen. Im folgenden Jahr kandidierte Rennie bei den Schottischen Parlamentswahlen 2011 auf der Regionalliste der Wahlregion Mid Scotland and Fife. Er zog als einziger Liberaldemokrat in der Wahlregion in das Schottische Parlament ein.
Auf Grund des schlechten Wahlergebnisses trat der Parteivorsitzende, Tavish Scott, von seinem Amt zurück. Rennie trat seine Nachfolge an und ist seit Mai 2011 Vorsitzender der schottischen Liberal Democrats. Bei den schottischen Parlamentswahlen 2016 bewarb sich Rennie um das Direktmandat des Wahlkreises North East Fife, das sein Parteikollege Iain Smith bei den vorigen Wahlen an den SNP-Kandidaten Roderick Campbell verloren hatte. Mit Stimmgewinnen erhielt er das Mandat.